# Аспермія
Аспермія (від грец. άοπερμος — позбавлений насіння) — захворювання, яке характеризується відсутністю в еякуляті сперматозоїдів та незрілих клітин сперматогенезу. Зустрічається приблизно у 2 % чоловіків, котрим поставлено діагноз «безпліддя». Простими словами «відсутність сперматозоїдів».
Поширені причини, що викликають аспермію:
- закупорка сім'явиносного протоку;
- порушення сперматогенезу;
- недорозвиненість або вроджена відсутність сім'явиносних протоків;
- оперативні втручання, котрі призвели до рубцевих змін в сім'явиносних шляхах.